# Discovery Sound
Der Discovery Sound (in Chile Estrecho Pinochet) ist eine 800 m breite Meerenge mit ost-westlicher Ausrichtung im Palmer-Archipel westlich der Antarktischen Halbinsel. Er trennt die Guépratte-Insel von der Briggs-Halbinsel an der Nordostseite der Anvers-Insel.
Der deutsche Polarforscher Eduard Dallmann entdeckte diesen Seeweg bei der Erkundungsfahrt mit der Groenland (1873–1874). Teilnehmer der Vierten Französischen Antarktisexpedition (1903–1905) unter der Leitung des Polarforschers Jean-Baptiste Charcot kartierten ihn. Die Benennung im Jahr 1927 geht auf Wissenschaftler der britischen Discovery Investigations zurück. Namensgeber der chilenischen Benennung ist Óscar Pinochet de la Barra (1920–2014), Direktor des Instituto Antártico Chileno.